# Boris Christoff
Boris Christoff (født 18. maj 1914, død 28. juni 1993) var en bulgarsk operasanger.
Han regnes for én af de største bassangere i det 20. århundrede.
I slutningen af 1930'erne gennemførte han et jurastudium og påbegyndte herefter en karriere indenfor dette fag. Imidlertid deltog han også i korsang i sin fritid og gav sin første solooptræden i 1940. Fra 1942 koncentrerede Christoff sig om sangen og blev udlært to år senere.
Han debuterede i 1946 som Colline i La Bohème og har siden da sunget stort set alle de store opera-baspartier.
I 1964 blev han ramt af en mindre blodprop, der holdt ham borte fra scenen et år og da han vendte tilbage, måtte hans fans konstatere, at han ikke var i stand til at gennemføre koncerter og synge på de store scener nær så hyppigt som tidligere.
I 1986 gav han sin sidste koncert i sit hjemland Bulgarien.